# 220P/McNaught
La comète McNaught 1, officiellement 220P/McNaught, est une comète périodique du système solaire, découverte le 20 mai 2004 par Robert H. McNaught.